# 李宏进
李宏进（1968年7月15日—），出生於湖南湘西永顺塔卧镇。中國建築師，宏进实业和湘西太阳树董事长。設計並參與建設了中國西南地區數個少數民族特色的建築項目。

## 生平
李宏進出身於湖南湘西永順塔卧鎮廣榮村，家中六兄弟中排第五，乳名「老五」。父親李松柏是村裡的石匠，母親叫張春香。廣榮村是土家山寨，在廣榮村的生活給與了李宏進日後建築設計一些靈感。10歲的時候，李宏進生了一場大病，由於家境清貧，小學四年級就輟學了，回到家裡幫忙家務農活。12歲時雙親送他到一個吳姓石匠學師，之後輾轉跟了好幾個師傅，學了土家民間的石工、雕刻和建築工藝。
1983年，15歲的他拿著母親賣米得來的七元錢，獨自前往張家界創業。1998年參與到張家界土家風情園的工程中，以家鄉的村寨為靈感，提出了建設「九重天」的構思，1999年從在家鄉找來一批工匠，開始設計和建造九重天，2002年建成後，「九重天」獲得吉尼斯世界紀錄。時任國務院總理朱鎔基在2001年考察張家界時，在看到土家風情園的「九重天」後，評價李宏進為「湘西鬼才」。
2001年在重慶石柱縣建設旅遊區，由於資金問題，工程中斷。2002年受到湖北省恩施民委聘請在當地設計一座土家族古城，才解決之前工程欠款問題，恩施土司城項目也讓他確立了開發民族文化的目標，李宏進在2003到2005年籌建「张家界文化村」，欠下上千萬債務後跑路，離開張家界。數月後返回張家界，在武陵大學（今吉首大学张家界校区）招收數個設計專業的學生，建立設計室。2006年承接巴东縣羅坪村的神農古郡和無源洞風景區設計。2007年為龍山縣設計了绿园广场和惹巴拉凉亭桥。惹巴拉凉亭桥工程的建設，後被當地媒體指出有扶貧款侵吞的問題。2009年為貴州松桃設計了苗王城，並為湖北恩施設計施南古城。2011年為重慶彭水縣設計蚩尤九黎城，其中「九黎神柱」、「九黎宫」、「九道门」的設計獲得吉尼斯世界紀錄。
2015年開始為貴州獨山縣設計净心谷，李宏進對這個項目有極大的信心，預計以十年時間建設净心谷景區，并且以净心谷旅游開發有限公司的名義投資到景區開發中。净心谷預計整體完工會創造數十項世界紀錄，2017年已完工的建設就創下九項世界紀錄，其中僅「水司楼」就獲得三項吉尼斯世界紀錄，後來由於獨山縣後來因爲負債和縣書記潘志立被雙開，建設中止（見独山县债务问题）。已經完工的景區營運不當，無法達到收支平衡，作為投資方的李宏進旗下有四家相關公司被凍結股權，其本人也被限制高消費。同時期，李也在承接其他景區的設計，2016年為凯里市的香爐山設計苗王古城。2017年李宏進回家鄉永順縣參與修復當地佛寺不二門的工程。2018年為雲南省文山州廣南縣設計句町王城。
2020年4月李宏進所在的公司湘西太阳树被列入貴州拖欠農民工黑名單。6月由於凯里市香爐山的工程被控告合同欺詐罪，被羈押於株洲市攸县看守所。

## 設計風格
湘西出身的李宏進，年輕時學習了土家民間的石工、雕刻和建築工藝。在張家界創業後建立起自己的施工隊邊做邊學，自學繪圖，施工設計等建築技巧。期間收集各式古董和古物，摘錄具有民族風格的圖案作參考資料。建築設計講究風水五行，强調要有「民族的符号、流派和时代特征」，追求「要做就要做到全省第一，全国第一，世界第一」。參與建設的景區都具有當地的少數民族特色，如土家族，苗族，水族。在參與建造時也會使用傳統的民族傳統工藝，期間也培養出很多傳統的民間手藝人。

## 個人作品
- 湖南张家界张家界土司城（国家4A级旅游景区）
- 湖北恩施土司城（国家4A级旅游景区）
- 湖北巴東縣無源洞景區
- 湖南龙山县里耶绿园广场和惹巴拉凉亭桥
- 貴州松桃苗王城
- 重慶彭水蚩尤九黎城（国家4A级旅游景区）
- 貴州凯里市香炉山苗王古城
- 貴州独山县净心谷（今紫林山豪利维拉酒店）
- 雲南文山州廣南縣句町王城

## 備註
1. ↑  中国最大、最高的木质结构吊脚楼[5]